# テオドール・ゼーフェッケ

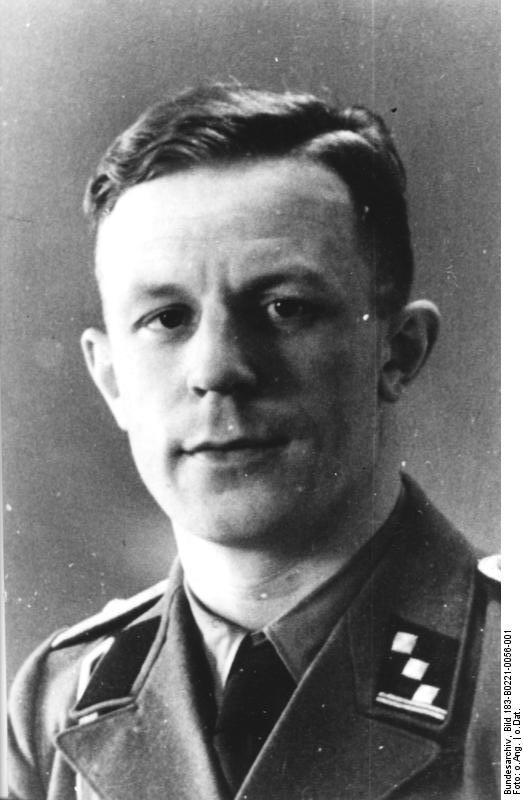
親衛隊中尉時代のゼーフェッケ。撮影年月日不明

テーオドール・エーミール・ゼーフェッケ（ゼーヴェッケ、Theodor Emil Saevecke, 1911年3月22日 - 2000年）は、ドイツの軍人、警察官、諜報員。ナチス・ドイツの時代に親衛隊(SS)の隊員としてチュニジアでのユダヤ人強制労働やイタリアでの虐殺に関与したとされる。SSにおける最終階級は親衛隊大尉(SS-Hauptsturmführer)。戦後はアメリカ中央情報局(CIA)やドイツ連邦刑事局(BKA)のエージェントとして活動した。

## 経歴
1911年、軍人の息子としてハンブルクに生を受ける。オイティーンにて実科学校(Realschule)を卒業し、その後パルヒムおよびルートヴィヒスルストの実科ギムナジウム(Realgymnasium)、リューベックのカタリーネウムに通った。しかし1930年2月、12年生(Unterprima)で同校を退学となる。後のナチス・ドイツの時代にはこれを回想し、「学校教育もユダヤ主義・マルクス主義の影響下にあったのだ」と述べている。
その後、国有商船団(Handelsmarine)の乗組員としての教育を受け、1930年12月と1932年6月には練習船「パドヴァ」号に乗りこみ南米西海岸への航海に参加している。教育を終えた後にはオーストラリア向け穀物輸送を担っていた小型バーク船「プリーヴァル」号の乗組員となった。1934年3月27日に結婚し、その3日後には船舶乗組員を辞めている。
1934年10月1日、リューベック警察に刑事委員候補（Kriminal-Kommissaranwärter, 士官候補生に相当）として採用される。1937年より保安警察職員としての教育を受け、正式な刑事委員(Kriminalkommissar)に任官した。その後、火事・災害課(Brand- und Katastrophendezernat)の警官としてベルリンに移る。またベルリン勤務中の1938年11月にはドイツで初めてのテレビ放送を利用した殺人事件捜査に同僚エルンスト・ゲンナートと共に参加した。当時市内で発生したタクシー運転手殺害事件を追っていた当局は、情報の提供を求める番組を市内28箇所にあった街頭テレビで放送した。その後、多くの手がかりが警察に寄せられ、犯人の特定に繋がった。
なお、ゼーフェッケは1926年6月29日よりゲルハルト・ロスバッハ率いるフライコール組織の青少年部に所属し、1928年12月15日には突撃隊(SA)に入隊を果たし、1929年2月1日より国家社会主義ドイツ労働者党（NSDAP, ナチ党)の党員となっている。党員番号は112,407であった。少なくとも1938年まではSAの活動に積極的であったが、その後親衛隊(SS)に移っている。SS隊員番号は396,401。SS入隊の正確な日付は不明。

### ポーランド・チュニジア勤務
1939年9月、ドイツのポーランド侵攻が始まる。これと共にゼーフェッケはアインザッツグルッペVI(Einsatzgruppe VI)に配属された。この部隊はタンネンベルク作戦の中で「戦闘部隊後方における全ての反ドイツ・反帝国的勢力への対処」(Bekämpfung aller reichs- und deutschfeindlichen Elemente rückwärts der fechtenden Truppe)なる指令を受けており、事前に作成されたリストにもとづいて知識人やユダヤ人の逮捕および処刑を遂行した。エーリヒ・ナウマンに率いられたグルッペVIは9月9日より旧ポーゼン州に派遣されている。その後同地域にヴァルテラント帝国大管区が設置され、11月20日には親衛隊長官ハインリヒ・ヒムラーの命によりポーゼンにアインザッツグルッペンの活動を支援する為のゲシュタポ支部が設置される。ゼーフェッケはこの支部に勤務しており、後にCIAが行った調査によれば、この頃のゼーフェッケはポーゼン付近の強制収容所においてロシア人、ジプシー（ロマ）、ユダヤ人の処刑に承認を与えうる立場にいた1人であったという。1941年3月25日より、国家保安本部(RSHA)の第V局A2課(Referat V A2)、すなわち刑事警察防犯課に移る。
1940年6月、保安警察植民地部勤務(sicherheitspolizeilichen Kolonialdienst)に移る。1941年初頭、ローマ近くのティヴォリに設置されていたイタリア警察植民地学校を卒業し、1942年より親衛隊保安部(SD)に配属されると共に保安警察連絡将校たる任務を受けてリビアのイタリア警察に派遣された。アフリカではエルヴィン・ロンメル将軍率いるドイツアフリカ軍団と行動を共にした。1942年11月、チュニジアに駐在するヴァルター・ラウフ指揮下の特務部隊に配属される。この部隊はチュニジアにおけるユダヤ人の連行・徴用および強制労働の管理監督を担当していた。12月10日、ゼーフェッケはチュニスおよびスースにおけるユダヤ人コミュニティに対する監理権限を付与される。その後、連合軍のチュニジア侵攻を経て、特務部隊は1943年5月9日にチュニジアを撤退した。この特務部隊におけるゼーフェッケの働きを、後に上司となる在イタリア親衛隊及び警察最高級指導者のカール・ヴォルフは高く評価していたという。

### イタリア勤務
1943年7月1日、ゼーフェッケは保安警察及びSD司令官(BdS)として北イタリアのヴェローナに派遣された。9月13日、ミラノBdS外部部隊(BdS-Außenkommandos Mailand)の指揮を引き継ぐとともにゲシュタポの現地支部長に就任。この時期、彼はイタリアにおけるレジスタンス運動の監視および鎮圧を担当していたほか、少なくとも700人の在イタリアユダヤ人を強制収容所送りにした。
1944年8月8日、イタリア・パルチザンによるドイツ軍トラックへの爆弾テロが発生する。この攻撃は巻き添えとなったイタリア市民15名を死傷（10名死亡、5名負傷）させているが、トラックを運転していたドイツ兵は頬に軽傷を負ったのみだった。8月10日、ゼーフェッケは爆弾テロに対する「報復」としてイタリア人捕虜15名をロレート広場にて公開銃殺刑に処した（ロレート広場の虐殺）。以後、彼は「ミラノの死刑執行人」(Henker von Mailand)の異名で恐れられていくことになる。処刑する捕虜はゼーフェッケ自身が選び、銃殺を命ずる命令書も彼が署名したものだった。
8月中にはコルベッタでSS隊員1名がレジスタンス闘士に殺害された事件の報復として、ゼーフェッケ自らが率いるSS隊員10名から成る部隊がコルベッタに向かい、村民3名の銃殺を行った。その数日後、ゼーフェッケは上官ヴァルター・ラウフと共に、20名のSS隊員と100名のイタリア人補助部隊員を率いて再びコルベッタに現れた。村は彼らによって完全に包囲され、村民のうち男は全員が一箇所に集められた。そしてその中からゼーフェッケによって無作為に選ばれた5名が銃殺され、彼らの住居には火が放たれた。上官カール・ヴォルフは1944年3月付けの報告の中でゼーフェッケについて、「彼はロンバルディア州におけるパルチザン掃討戦で優秀な成績を収め、また多くの対パルチザン作戦の最前線に従軍している。彼の働きによってロンバルディア州におけるパルチザン活動は最小限に抑えられている」と述べている。
1945年4月、ゼーフェッケはトリエステに駐屯するSS部隊の処罰を担当した。この部隊は物資の横流しなど「ユダヤ的行い」に手を染めていたという。その後まもなくして連合軍の捕虜となった。

### 抑留とCIA
1947年から新設されたばかりのアメリカ中央情報局(CIA)への協力を行い、1952年始めにはドイツ連邦刑事局(BKA)の仕事にも手を貸している。彼の足取りについては2002年に機密解除されたCIA文書の中で触れられている。これらの文書はアメリカ政府の委託を受けた歴史家らによって編纂されて2005年に出版されている。また、かつてBKAの警官を務めた経験を持つドイツの歴史家ディーター・シェンクは、BKAの歴史に関する著書の中で1959年段階でゼーフェッケを含むBKA上級職員47名のうち45名が元NSDAP党員であった事を明かした。その内の半数はゼーフェッケのように戦争犯罪に値する行いに関与していたという。2011年にはBKAからの依頼を受けた歴史家パトリック・ヴァーグナーが同じテーマに関する調査を行っている。
1945年、捕虜となったゼーフェッケは取り調べの中でチュニジアにおけるユダヤ人強制労働やコルベッタでの銃撃への関与を全面的に認めた一方、イタリアにおけるユダヤ人狩りへの関与に関しては語らなかった。彼は米軍が旧ダッハウ強制収容所内に設置していたダッハウ捕虜収容所へと送られた。1947年10月、イタリアにおける殺人に関する起訴に関連して身柄が米軍から英軍の管理下に移される。1947年11月には起訴が取り下げられ、身柄が再び米軍の管理下に戻る。この際、米英軍では取り調べの結果から彼がニュルンベルク裁判で「犯罪組織」と認定されたSSの隊員であることを把握していたにもかかわらず、彼自身の「戦時中はベルリンで警官として働いていた」という証言に基づき、彼の「犯罪組織への所属」に関しては裁かないことで合意している。歴史家らが編纂したCIAの記録では、彼がこの時点で既に連合国側諜報機関のエージェントとして雇用されていた為、こうした経歴のごまかしが行われたのだとしている。
1948年4月、ダッハウ捕虜収容所から釈放される。1950年8月25日、ベルリンの非ナチ化委員会では彼について3年の抑留と18ヶ月の奉仕が課されたとしている。冷戦が始まる頃、ゼーフェッケはCIAベルリン支局のエージェントとなり、コードネーム「キャバンジョ」(Cabanjo)として活動した。長年警察やゲシュタポに勤務した経験から、ゼーフェッケはCIAエージェントに期待される技能を十分身につけており、また同時に有力な情報源とも見なされていた。彼の政治的見解をCIA側でも隠しておらず、しばしばナチス・ドイツを懐かしんでいたゼーフェッケは当時上官だったリチャード・ヘルムズに対しても国家社会主義の原則が正しかったと語っていたという。CIAが1953年1月に作成したメモには、ゼーフェッケがイタリアにおけるパルチザン掃討に関わっていた事が明記されている。彼は有能なエージェントであったものの、依然として国家社会主義を支持し続ける姿勢が唯一の問題点であった。

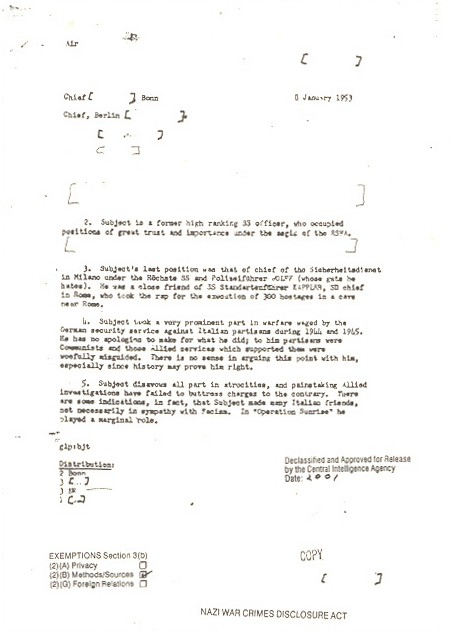
1953年1月8日にCIA内で作成されたゼーフェッケに関するメモ。カッコ付きの空白はCIA側による検閲削除の跡。1ページ目。
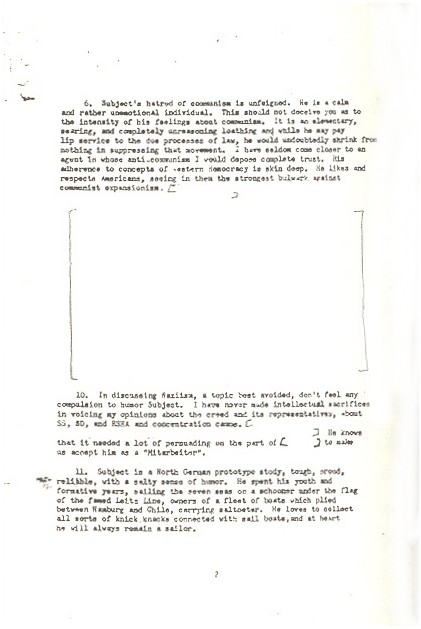
2ページ目。
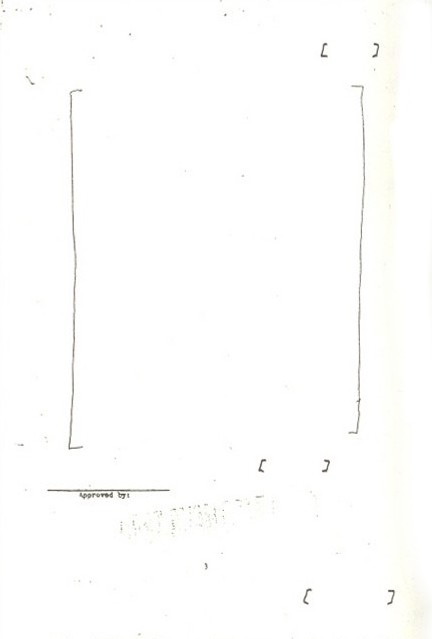
3ページ目。

### 連邦刑事局
1951年8月、ゼーフェッケはCIA側との協議の末、目下西ドイツ警察への復職が不可能である点に同意した。彼は1950年4月に西ドイツ内務省に宛てて復職を申請しており、シェンクの著書によればゲアハルト・シュレーダーやハンス・フォン・レックスといった連邦内務省高官らがこれの検討に当たったという。当初、ドイツ連邦刑事局(BKA)初代長官マックス・ハーゲマンはゼーフェッケがBKA職員として十分な技能を備えていることを認めたが、一方で彼がNSDAPの古参党員である事を理由に懸念を示していた。しかし1951年12月になると、ハーゲマンはゼーフェッケを「正義感があり政治的に無関心かつ従順な将校」と評し、親衛隊時代とほぼ同等の階級を与えて復職させることに同意した。
1952年1月10日、ゼーフェッケはBKAの保安班(Sicherungsgruppe)に配属される。当時班長だったパウル・ディッコプフによれば、ゼーフェッケは1952年4月頃から極左過激派に関する捜査を担当し、その中で何人かの産業スパイを摘発したという。1953年4月には「火山作戦」(Aktion Vulkan)として知られる大規模なスパイ狩りを指揮し、容疑者40名を逮捕している。「火山作戦」は大きな成功と見なされていたものの、実際には冤罪や証拠不足が散見されるずさんなものであった。1953年8月、刑事捜査官（Kriminalrat, 少佐相当）に昇進。1953年9月からは保安班捜査部門主任。1955年以降は「東側」のスパイ活動に関する捜査に従事していた。
1953年9月、パルチザン出身の元イタリア首相フェルッチョ・パッリは報道向け声明の中で、ゼーフェッケがイタリアにおける保安活動に関与していたと述べた。パッリは1945年1月にパルチザン指導者の1人として逮捕され、ミラノにて収監され拷問を受けた経験があった。1954年にはイタリア当局が戦争犯罪人たるゼーフェッケの身柄引き渡しを要求した。これを受けて1954年7月には連邦内務省がゼーフェッケに停職処分を言い渡し、10月には懲戒手続が開始された。CIAは1952年1月以降ゼーフェッケにエージェントとしての任務を与えていなかったものの、依然として重要な情報提供者であった。また1947年に連邦内務省および英軍と共に彼の無実証明を行っていたこともあり、CIAはゼーフェッケへの支援と連邦内務省への働きかけを惜しまなかった。最終的に連邦内務省では、イタリアによるゼーフェッケへの告発は多くが伝聞に基づいており、矛盾も多く、ゼーフェッケがユダヤ人および政治犯の弾圧に関与していたと確信するには至らないとの判断を示した。1955年、懲戒手続は証拠不十分で中止された。
1962年10月、ボンの保安班にて副班長を務めていたゼーフェッケは雑誌『デア・シュピーゲル』編集部への政治的工作に関与した（シュピーゲル事件）。彼は1962年10月27日より長官エルンスト・ブリュックナーによる指令の元でこの任務に従事していた。スペインにおける同誌副編集長コンラート・アーラースの逮捕にもゼーフェッケが関与していた。アーラースはインターポールの手で逮捕されたが、反逆罪による起訴自体は行われなかった。『デア・シュピーゲル』では後にゼーフェッケを非難する記事を掲載し、また上官ブリュックナーはBKA長官となっていたディッコプフに宛てた手紙の中で、ゼーフェッケの行動が自らの指示を逸脱したものだったと主張した。
シュピーゲル事件によりゼーフェッケの名前が報道などに掲載されるようになると、彼の過去にも再び注目が集まるようになった。1963年2月、ミラノ市議会はアミントレ・ファンファーニ首相に対してゼーフェッケの起訴を求める電報を送ることに全会一致で合意した。1963年3月6日、連邦議会にてゼーフェッケに関する一連の論争が議題となった。当時の連邦内務相ヘルマン・ヘッヒャールは問答の中で、ゼーフェッケが有能な職員であり、元SS隊員ではあっても政治的に熱心ではなかった上、既にBKAによる十分な再教育が行われたのだと説明した。しかしボンの政府当局ではイタリア側の目撃者などからの聴取を進め、1963年4月24日には2度目の懲戒手続が始まった。ゼーフェッケはボンの保安班を通じてCIAに彼の過去を洗い出そうとしている者を突き止めるように求めた。CIA側は調査を開始こそしたものの、それによって得られた情報をゼーフェッケに渡すかどうかで議論があった。ゼーフェッケがCIAの元で活動していた1950年代と異なり、1960年代にはCIAも元SS将校などナチ時代の高官に対する態度を転換していた。すなわち1961年に摘発されたハインツ・フェルフェ元SS中尉のように、彼らの多くが東側による脅迫を受けており、その上で過去の暴露など恐れ二重スパイと化している可能性が極めて高いと考えられていたのである。実際、この時期には東独国家保安省がゼーフェッケの脅迫を計画し彼の過去を調査していた。偵察総局(HVA)の第I課(Abteilung I)では1961年から調査を行っており、やがてゼーフェッケのポーランド勤務時代の記録を発見することとなる。これに基づき第I課が作成した報告書は、ゼーフェッケがアインザッツグルッペVIに勤務していた事を証明するものであった。ただし捜査の難航から、偵察総局がこの調査結果を発表するのは1976年になってからである。
1964年11月、2度目の懲戒手続が証拠不十分で終了する。1963年5月の時点で、ディッコップフはCIAに対して「恐らく懲戒手続に新しい証拠はもたらされないものの、ゼーフェッケがこれ以上BKAに勤務する事はできない」と報告した。1965年5月、ゼーフェッケは連邦防空組合(Bundesluftschutzverband)への出向を命じられ、また1966年6月には一般市民保護連邦庁(Bundesamt für zivilen Bevölkerungsschutz)へ出向させられている。その後、当初「出向」(Abordnung)とされていた彼の身分は「異動」(Versetzung)に切り替えられた。1971年まで、ゼーフェッケはアールヴァイラーにて政府防空壕建設現場の保安責任者を務めた。この職にある間、彼は作業上必要な通常の保安点検に加えて、施設の重要性から防諜に関する任務にも従事することとなった。また北大西洋条約機構(NATO)による政府防空壕および関連施設の評価に関する準備にも従事し、例えば1966年の指揮所演習「Fallex 66」にも彼が関与している。
結局、西ドイツの司法当局による調査ではゼーフェッケを起訴することができなかった。当初、彼は国家保安本部幹部に対する起訴の対象で、1967年2月9日から彼に関する調査が始まった。しかしゼーフェッケは「第V局A2課」という部局など知らないと証言し、当局はこれを覆すことができなかった。ミラノでの処刑に関する調査は1971年から始まったが、1989年5月には中止された。1960年8月に作成された警察の捜査記録によれば、ゼーフェッケは彼の発した命令はいずれも彼が所属する機関による承認が必要であった証言している。彼が所属した親衛隊や旧警察は既に解体され存在せず命令の実態も不明であり、この証言も覆されることはなかった。

### イタリアでの有罪判決
1994年5月にエーリヒ・プリーブケに関する資料の捜索が始まった事を受け、イタリアは再びゼーフェッケに関する調査に着手し、彼に関する1960年以前の記録の収集が始まった。プリーブケに関する捜査の最中、偶然にもナチス・ドイツ時代の戦争犯罪に関する当時の文書が大量に保管されたキャビネット（恥の棚）が発見された。
1997年11月、「恥の棚」の文書を対象にゼーフェッケに関するものの捜索が開始される。当時、ゼーフェッケはオスナブリュックにほど近いバート・ローテンフェルデにて年金生活者として暮らしていた。イタリア政府当局はトリノ軍事法廷への出廷を求めたが、ドイツ連邦共和国のいかなる場合でも自国民を他国へ引き渡さないという原則もあり、ゼーフェッケは現れなかった。1999年6月9日、同軍事法廷は欠席裁判のまま1944年8月の民間人殺害についてゼーフェッケに終身刑を言い渡した。2000年、ゼーフェッケはドイツ国内で死去した。